# Château Le Lavouër
Le château Le Lavouër est un château situé à Neuvy-en-Mauges, en France. La propriété est composée d'un château dans le style XVIIIe siècle, entouré de communs. Côté jardin, un parc à l'anglaise de quarante hectares entoure le château, comprenant des bois et des pièces d'eau.

## Localisation
Le château est situé dans le département français de Maine-et-Loire, sur la commune de Neuvy-en-Mauges.

## Historique
L'édifice est inscrit au titre des monuments historiques en 1969.
Le château ne fut pas toujours celui que l'on connaît aujourd'hui mais d'abord une forteresse située à une centaine de mètres du château actuel. Celui-ci fut conçu entre 1770 et 1785 sur des plans dessinés à Versailles. Il fut le quartier général des armées vendéennes en 1793 sous la direction du major-général Jean-Nicolas Stofflet qui y installa ses bureaux.
Stofflet y demeure jusqu'en 1795 et déménage à la Mourosière, à quelques kilomètres. En effet, le château du Lavouër est érigé en palais épiscopal par Bernier, évêque de Saint-Laud. Le curé dirigera d'ici Stofflet, et 42 prêtres de sa paroisse. L'état-major qu'ils forment va diriger toutes les opérations de la région de Chemillé. Ils tenteront également de ramener Charette à la raison, et d'intercéder en sa faveur auprès du comité de salut public. Charette refuse la soumission et descend de Quiberon avec une armée de 20 000 hommes. Peu à peu abandonné par ses hommes, il sera capturé et fusillé à Nantes en 1796. 
« Stofflet était à la tête des paroisses du côté de Maulévrier. Il était Alsacien (sic), et avait été soldat. Lors de la révolte, il était garde-chasse au château de Maulévrier : il avait alors quarante ans; il était grand et robuste. Les soldats ne l'aimaient pas, parce qu'il était dur et brutal; mais ils lui obéissaient mieux qu'à personne, et cela le rendait fort utile. Les généraux avait grande confiance en lui ; il était actif, intelligent et brave. À la fin de mauvais conseillers se sont emparés de son esprit, l'ont gouverné et lui ont inspiré un orgueil, une vanité qui ne lui étaient pas naturels, et qui lui ont fait commettre de grandes fautes et causé beaucoup de tort au parti. Alors il était, comme tout le monde, dévoué à faire le mieux possible, sans songer à lui. » — Victoire de Donnissan de La Rochejaquelein, Mémoires.
Les "mauvais conseillers" dont il est fait question ici sont une cour qui s'était constituée autour de lui, au château du Lavouër. Parmi eux, l'abbé Bernier, qui séjourna à plusieurs reprises au Lavouër, et qui avait acquis une ascendance certaine sur Stofflet. L'abbé est l'une des personnalités les plus controversées des guerres de Vendée, avec des ambitions personnelles avérées, et un certain goût pour les affaires martiales. On lui attribue à la fois l'exécution de Marigny et celle de Stofflet lui-même, à la suite d'un malheureux message laissé à ce dernier par Bernier. Il n'est pas prouvé néanmoins que ce message relevait d'une intention de nuire volontairement à Stofflet.
Toujours pendant la guerre de Vendée, une imprimerie, servant aux placards destinés aux résistants vendéens, était installée. À la fin de la guerre, pour qu'elle ne soit pas volée, on dit qu'elle fut cachée dans un puits. On retrouva pendant deux siècles, des caractères de plombs dans l'un des puits de la ferme, ce qui confirme la légende. Cependant, une grande quantité d'argent de l'époque aurait été cachée avec l'imprimerie, mais n'aurait jamais été retrouvée.